# Gnarps församling
Gnarps församling var en församling i Hälsinglands norra kontrakt i Uppsala stift. Församlingen ingick i Harmånger-Jättendal och Gnarps pastorat och lågr i Nordanstigs kommun i Gävleborgs län. Församlingen uppgick 2019 i Nordanstigskustens församling. 

## Administrativ historik
Församlingen har medeltida ursprung och utgjorde under medeltiden ett eget pastorat för att åtminstone från omkring 1500 till 1648 vara annexförsamling i pastoratet Bergsjö, Hassela och Gnarp. Från 1648 till 2006 utgjorde församlingen åter ett eget pastorat. Från 2006 ingår den i pastorat med Harmånger-Jättendals församling.
Församlingen uppgick 2019 i Nordanstigskustens församling. 

## Kyrkor
- Gnarps kyrka